# Чемпіонат світу з футболу 1954 (кваліфікаційний раунд)
У кваліфікаційному раунді чемпіонату світу з футболу 1954 року 37 збірних змагалися за 14 місць у фінальній частині футбольної світової першості. Ще дві команди, господарі турніру збірна Швейцарії і діючий чемпіон світу збірна Уругваю, кваліфікувалися автоматично, без участі у кваліфікаційному раунді.
Загалом було зіграно 57 кваліфікаційних матчів, в яких було забито 208 голів (3,65 голи за гру).

## Формат
37 команд-учасниць були поділені на 13 груп за географічним принципом:
- Групи з 1 по 10 – Європа: 11 місць, розігрувалися 27 командами (включаючи збірні Єгипту і Ізраїлю).
- Групи 11 і 12 – Америка: 2 місця, розігрувалися 7 командами.
- Група 13 – Азія: 1 місце, розігрувалося 3 командами.

Відбіркові групи розрізнялися кількістю учасників і турнірним форматом:
- Групи 1, 2, 4, 5, 6, 8 і 10 мали по 3 учасники. Кожна пара команд проводила між собою по дві гри, одній вдома і одній на виїзді. Переможець групи кваліфікувався.
- Групи 7 і 9 мали по 2 учасники. Команди проводили між собою по дві гри, одній вдома і одній на виїзді. Переможець групи кваліфікувався.
- Група 3 мала 4 учасників. Кожна пара команд проводила між собою по одній грі. Переможець групи і команда, що посіла друге місце, кваліфікувалися.
- Група 11 мала 4 учасники. Кожна пара команд проводила між собою по дві гри, одній вдома і одній на виїзді. Переможець групи кваліфікувався.
- Група 12 мала 3 учасники. Кожна пара команд проводила між собою по дві гри. Переможець групи кваліфікувався.
- Група 13 мала 3 учасники. Після зняття зі змагання збірної Республіки Китай, яке сталося до початку змагання, дві команди, що лишилися, проводили між собою дві гри. Переможець групи кваліфікувався.

### Група 1
| Місце | Команда  | І | В | Н | П | Г+ | Г- | РГ | О |
| ----- | -------- | - | - | - | - | -- | -- | -- | - |
| 1     | ФРН      | 4 | 3 | 1 | 0 | 12 | 3  | +9 | 7 |
| 2     | Саар     | 4 | 1 | 1 | 2 | 4  | 8  | −4 | 3 |
| 3     | Норвегія | 4 | 0 | 2 | 2 | 4  | 9  | −5 | 2 |

| 24 червня 1953 | Норвегія             | 2–3      | Саар                           | Осло, Норвегія                                     |  |
|                | Торесен 3' Дален 15' | Протокол | Бінкерт 16' Отто 30' Зідль 55' | Стадіон: Біслетт Суддя: Ж. Бронкгорст (Нідерланди) |  |
|                |                      |          |                                |                                                    |  |

| 19 серпня 1953 | Норвегія   | 1–1      | ФРН            | Осло, Норвегія                                |  |
|                | Геннум 41' | Протокол | Ф. Вальтер 44' | Стадіон: Уллевол Суддя: В. Оссум (Нідерланди) |  |
|                |            |          |                |                                               |  |

| 11 жовтня 1953 | ФРН                      | 3–0      | Саар | Штутгарт, ФРН                                                      |  |
|                | Морлок 13', 50' Шаде 70' | Протокол |      | Стадіон: Мерседес-Бенц Арена Суддя: Карел ван дер Мер (Нідерланди) |  |
|                |                          |          |      |                                                                    |  |

| 8 листопада 1953 | Саар | 0–0      | Норвегія | Саарбрюкен, Саар                                        |  |
|                  |      | Протокол |          | Стадіон: Людвігпаркштадіон Суддя: Лео Горн (Нідерланди) |  |
|                  |      |          |          |                                                         |  |

| 22 листопада 1953 | ФРН                                                   | 5–1      | Норвегія    | Гамбург, ФРН                                          |  |
|                   | Морлок 27', 63' О. Вальтер 69' Ф. Вальтер 80' Ран 88' | Протокол | Нордаль 26' | Стадіон: Фолькспаркштадіон Суддя: Арчер Люті (Англія) |  |
|                   |                                                       |          |             |                                                       |  |

| 28 березня 1954 | Саар              | 1–3      | ФРН                       | Саарбрюкен, Саар                                             |  |
|                 | Мартін 68' (пен.) | Протокол | Морлок 36', 48' Шефер 84' | Стадіон: Людвігпаркштадіон Суддя: Ж. Бронкгорст (Нідерланди) |  |
|                 |                   |          |                           |                                                              |  |

### Група 2
| Місце | Команда   | І | В | Н | П | Г+ | Г- | РГ | О |
| ----- | --------- | - | - | - | - | -- | -- | -- | - |
| 1     | Бельгія   | 4 | 3 | 1 | 0 | 11 | 6  | +5 | 7 |
| 2     | Швеція    | 4 | 1 | 1 | 2 | 9  | 8  | +1 | 3 |
| 3     | Фінляндія | 4 | 0 | 2 | 2 | 7  | 13 | −6 | 2 |

| 25 травня 1953 | Фінляндія           | 2–4      | Бельгія                       | Гельсінкі, Фінляндія                                |  |
|                | Лехтовірта 49', 75' | Протокол | Коппенс 4', 26', 83' Ануль 9' | Стадіон: Олімпійський стадіон Суддя: Гельге (Данія) |  |
|                |                     |          |                               |                                                     |  |

| 28 травня 1953 | Швеція                        | 2–3      | Бельгія                                | Стокгольм, Швеція                         |  |
|                | Берндтссон 20' Сельмоссон 26' | Протокол | Ануль 28' Стратманс 37' Лемберехтс 40' | Стадіон: Росунда Суддя: Моват (Шотландія) |  |
|                |                               |          |                                        |                                           |  |

| 5 серпня 1953 | Фінляндія                               | 3–3      | Швеція                       | Гельсінкі, Фінляндія                                      |  |
|               | Лехтовірта 63' Лахтінен 67' Рікберг 70' | Протокол | Санделль 9', 71' Перссон 23' | Стадіон: Олімпійський стадіон Суддя: Баальстад (Норвегія) |  |
|               |                                         |          |                              |                                                           |  |

| 16 серпня 1953 | Швеція                                   | 4–0      | Фінляндія | Стокгольм, Швеція                        |  |
|                | Сандберг 22' Санделл 24', 61' Сандін 56' | Протокол |           | Стадіон: Росунда Суддя: Асмуссен (Данія) |  |
|                |                                          |          |           |                                          |  |

| 23 вересня 1953 | Бельгія         | 2–2      | Фінляндія                | Брюссельський столичний регіон, Бельгія                   |  |
|                 | Боллан 25', 75' | Протокол | Лахтінен 83' Вайгела 90' | Стадіон: ім. короля Бодуена Суддя: Баумбергар (Швейцарія) |  |
|                 |                 |          |                          |                                                           |  |

| 8 жовтня 1953 | Бельгія             | 2–0      | Швеція | Брюссельський столичний регіон, Бельгія                 |  |
|               | Коппенс 23' Мес 49' | Протокол |        | Стадіон: ім. короля Бодуена Суддя: Скіппер (Нідерланди) |  |
|               |                     |          |        |                                                         |  |

Уперше в історії відборів на чемпіонати світу збірна Швеції не змогла кваліфікуватися.

### Група 3
Група являла собою розіграш 1953/54 Домашнього чемпіонату Великої Британії.
| Місце | Команда           | І | В | Н | П | Г+ | Г- | РГ | О |
| ----- | ----------------- | - | - | - | - | -- | -- | -- | - |
| 1     | Англія            | 3 | 3 | 0 | 0 | 11 | 4  | +7 | 6 |
| 2     | Шотландія         | 3 | 1 | 1 | 1 | 8  | 8  | 0  | 3 |
| 3     | Північна Ірландія | 3 | 1 | 0 | 2 | 4  | 7  | −3 | 2 |
| 4     | Уельс             | 3 | 0 | 1 | 2 | 5  | 9  | −4 | 1 |

| 3 жовтня 1953 | Північна Ірландія  | 1–3      | Шотландія                      | Белфаст, Північна Ірландія                               |  |
|               | Локгарт 72' (пен.) | Протокол | Флемінг 47', 69' Гендерсон 89' | Стадіон: Віндзор Парк Суддя: Артур Едвард Елліс (Англія) |  |
|               |                    |          |                                |                                                          |  |

| 10 жовтня 1953 | Уельс       | 1–4      | Англія                           | Кардіфф, Уельс                                         |  |
|                | Оллчерч 22' | Протокол | Вілшо 45', 49' Лофтгаус 52', 53' | Стадіон: Нініан Парк Суддя: Чарлз Фолтлесс (Шотландія) |  |
|                |             |          |                                  |                                                        |  |

| 4 листопада 1953 | Шотландія                         | 3–3      | Уельс                      | Глазго, Шотландія                                              |  |
|                  | Браун 19' Джонстоун 42' Райлі 58' | Протокол | Чарлз 49', 88' Оллчерч 73' | Стадіон: Гемпден-Парк Суддя: Томас Мітчелл (Північна Ірландія) |  |
|                  |                                   |          |                            |                                                                |  |

| 11 листопада 1953 | Англія                        | 3–1      | Північна Ірландія | Ліверпуль, Англія                                |  |
|                   | Гассолл 10', 60' Лофтгаус 75' | Протокол | Макморран 54'     | Стадіон: Гудісон-Парк Суддя: Роберт Сміт (Уельс) |  |
|                   |                               |          |                   |                                                  |  |

| 31 березня 1954 | Уельс     | 1–2      | Північна Ірландія  | Рексем, Уельс                                              |  |
|                 | Чарлз 80' | Протокол | Макпарленд 1', 52' | Стадіон: Рейскорс Граунд Суддя: Чарлз Фолтлесс (Шотландія) |  |
|                 |           |          |                    |                                                            |  |

| 3 квітня 1954 | Шотландія           | 2–4      | Англія                                      | Глазго, Шотландія                                              |  |
|               | Браун 7' Ормонд 89' | Протокол | Бродіс 13' Ніколлс 50' Аллен 68' Маллен 83' | Стадіон: Гемпден-Парк Суддя: Томас Мітчелл (Північна Ірландія) |  |
|               |                     |          |                                             |                                                                |  |

### Група 4
| Місце | Команда    | І | В | Н | П | Г+ | Г- | РГ  | О |
| ----- | ---------- | - | - | - | - | -- | -- | --- | - |
| 1     | Франція    | 4 | 4 | 0 | 0 | 20 | 4  | +16 | 8 |
| 2     | Ірландія   | 4 | 2 | 0 | 2 | 8  | 6  | +2  | 4 |
| 3     | Люксембург | 4 | 0 | 0 | 4 | 1  | 19 | −18 | 0 |

| 20 вересня 1953 | Люксембург | 1–6      | Франція                                                              | Люксембург, Люксембург                                       |  |
|                 | Кон 6'     | Протокол | П'янтоні 5' Копа 10' Чиччі 41' Гловацький 44' Каргу 73' Фламьйон 88' | Стадіон: Муніципальний стадіон Суддя: Дерфлінгер (Швейцарія) |  |
|                 |            |          |                                                                      |                                                              |  |

| 4 жовтня 1953 | Ірландія                               | 3–5      | Франція                                                 | Дублін, Ірландія                                 |  |
|               | Раян 58' (пен.) Волш 83' О'Феррелл 88' | Протокол | Гловацький 23' Пенверн 40' Уйлакі 50', 69' Фламьйон 72' | Стадіон: Далімаунт Парк Суддя: Франкен (Бельгія) |  |
|               |                                        |          |                                                         |                                                  |  |

| 28 жовтня 1953 | Ірландія                                          | 4–0      | Люксембург | Дублін, Ірландія                             |  |
|                | Фіцсаймонс 14', 83' Раян 48' (пен.) Еглінгтон 59' | Протокол |            | Стадіон: Далімаунт Парк Суддя: Бонд (Англія) |  |
|                |                                                   |          |            |                                              |  |

| 25 листопада 1953 | Франція      | 1–0      | Ірландія | Париж, Франція                                     |  |
|                   | П'янтоні 73' | Протокол |          | Стадіон: Парк де Пренс Суддя: Ван Нуффел (Бельгія) |  |
|                   |              |          |          |                                                    |  |

| 17 грудня 1953 | Франція                                                     | 8–0      | Люксембург | Париж, Франція                                  |  |
|                | Дегранж 2', 88' Венсан 6', 10' Фонтен 21', 75', 80' Фуа 57' | Протокол |            | Стадіон: Парк де Пренс Суддя: Руйкенс (Бельгія) |  |
|                |                                                             |          |            |                                                 |  |

| 7 березня 1954 | Люксембург | 0–1      | Ірландія    | Люксембург, Люксембург                                  |  |
|                |            | Протокол | Каммінс 67' | Стадіон: Муніципальний стадіон Суддя: Осум (Нідерланди) |  |
|                |            |          |             |                                                         |  |

### Група 5
| Місце | Команда    | І       | В       | Н       | П       | Г+      | Г-      | РГ      | О       |
| ----- | ---------- | ------- | ------- | ------- | ------- | ------- | ------- | ------- | ------- |
| 1     | Австрія    | 2       | 1       | 1       | 0       | 9       | 1       | +8      | 3       |
| 2     | Португалія | 2       | 0       | 1       | 1       | 1       | 9       | −8      | 1       |
| —     | Данія      | знялася | знялася | знялася | знялася | знялася | знялася | знялася | знялася |

| 27 вересня 1953 | Австрія                                                                           | 9–1      | Португалія | Відень, Австрія                                         |  |
|                 | Оцвірк 13' Пробст 14', 19', 31', 59', 70' Гаппель 68' (пен.) Вагнер 83' Дінст 87' | Протокол | Агуаш 60'  | Стадіон: Ернст-Гаппель-Штадіон Суддя: Баувенс (Бельгія) |  |
|                 |                                                                                   |          |            |                                                         |  |

| 29 листопада 1953 | Португалія | 0–0      | Австрія | Лісабон, Португалія                                   |  |
|                   |            | Протокол |         | Стадіон: Національний стадіон Суддя: Гарцик (Франція) |  |
|                   |            |          |         |                                                       |  |

### Група 6
| Місце | Команда    | І       | В       | Н       | П       | Г+      | Г-      | РГ      | О       |
| ----- | ---------- | ------- | ------- | ------- | ------- | ------- | ------- | ------- | ------- |
| 1     | Іспанія    | 2       | 1       | 0       | 1       | 4       | 2       | +2      | 2       |
| 1     | Туреччина  | 2       | 1       | 0       | 1       | 2       | 4       | −2      | 2       |
| —     | Нідерланди | знялася | знялася | знялася | знялася | знялася | знялася | знялася | знялася |

| 6 січня 1954 | Іспанія                                         | 4–1      | Туреччина  | Мадрид, Іспанія                                        |  |
|              | Венансіо 13' Гаїнса 48' Гонсалес 49' Альсуа 65' | Протокол | Реджеп 31' | Стадіон: Сантьяго Бернабеу Суддя: Вінчентіні (Франція) |  |
|              |                                                 |          |            |                                                        |  |

| 14 березня 1954 | Туреччина  | 1–0      | Іспанія | Стамбул, Туреччина                  |  |
|                 | Бурхан 16' | Протокол |         | Стадіон: Іненю Суддя: Шметцер (ФРН) |  |
|                 |            |          |         |                                     |  |

Збірні Іспанії і Туреччини фінішували з рівною кількістю набраних очок, тому була призначена гра плей-оф на нейтральному полі.
| 17 березня 1954 | Туреччина           | 2–2      | Іспанія                 | Рим, Італія                                            |  |
|                 | Бурхан 25' Суат 64' | Протокол | Артече 11' Ескудеро 78' | Стадіон: Олімпійський стадіон Суддя: Бернарді (Італія) |  |
|                 |                     |          |                         |                                                        |  |

Оскільки і гра плей-оф не визначила сильнішого, згідно з регламентом змагання учасник фінальної частини чемпіонату світу від відбіркової групи 6 був визначений жеребом, який вивів на світову першість турецьку команду. Правило визначення кращої команди за різницею забитих і пропущених голів, згідно з яким переможцем групи стала б збірна Іспанії, введено лише з фінальної частини чемпіонату світу 1970.

### Група 7
| Місце | Команда  | І                           | В                           | Н                           | П                           | Г+                          | Г-                          | РГ                          | О                           |
| ----- | -------- | --------------------------- | --------------------------- | --------------------------- | --------------------------- | --------------------------- | --------------------------- | --------------------------- | --------------------------- |
| 1     | Угорщина | кваліфікувалася автоматично | кваліфікувалася автоматично | кваліфікувалася автоматично | кваліфікувалася автоматично | кваліфікувалася автоматично | кваліфікувалася автоматично | кваліфікувалася автоматично | кваліфікувалася автоматично |
| —     | Польща   | знялася                     | знялася                     | знялася                     | знялася                     | знялася                     | знялася                     | знялася                     | знялася                     |

### Група 8
| Місце | Команда        | І | В | Н | П | Г+ | Г- | РГ | О |
| ----- | -------------- | - | - | - | - | -- | -- | -- | - |
| 1     | Чехословаччина | 4 | 3 | 1 | 0 | 5  | 1  | +4 | 7 |
| 2     | Румунія        | 4 | 2 | 0 | 2 | 5  | 5  | 0  | 4 |
| 3     | Болгарія       | 4 | 0 | 1 | 3 | 3  | 7  | −4 | 1 |

| 14 червня 1953 | Чехословаччина        | 2–0      | Румунія | Прага, Чехословаччина  |  |
|                | Пажицький 54' Влк 63' | Протокол |         | Суддя: Поша (Угорщина) |  |
|                |                       |          |         |                        |  |

| 28 червня 1953 | Румунія                     | 3–1      | Болгарія   | Бухарест, Румунія                             |  |
|                | Печовський 20', 30' Ене 82' | Протокол | Ташков 53' | Стадіон: Стадіон 23 серпня Суддя: Шульц (НДР) |  |
|                |                             |          |            |                                               |  |

| 6 вересня 1953 | Болгарія          | 1–2      | Чехословаччина | Софія, Болгарія                                       |  |
|                | Божков 55' (пен.) | Протокол | Влк 5', 40'    | Стадіон: Васил Левський Суддя: Александрович (Польща) |  |
|                |                   |          |                |                                                       |  |

| 11 жовтня 1953 | Болгарія  | 1–2      | Румунія                 | Софія, Болгарія                                  |  |
|                | Колєв 28' | Протокол | Серфезе 27' Коліною 52' | Стадіон: Васил Левський Суддя: Дорогі (Угорщина) |  |
|                |           |          |                         |                                                  |  |

| 25 жовтня 1953 | Румунія | 0–1      | Чехословаччина      | Бухарест, Румунія  |  |
|                |         | Протокол | Шафранек 38' (пен.) | Суддя: Шульц (НДР) |  |
|                |         |          |                     |                    |  |

| 8 листопада 1953 | Чехословаччина | 0–0      | Болгарія | Братислава, Чехословаччина                               |  |
|                  |                | Протокол |          | Стадіон: Національний стадіон Суддя: Чхатарашвілі (СРСР) |  |
|                  |                |          |          |                                                          |  |

### Група 9
| Місце | Команда | І | В | Н | П | Г+ | Г- | РГ | О |
| ----- | ------- | - | - | - | - | -- | -- | -- | - |
| 1     | Італія  | 2 | 2 | 0 | 0 | 7  | 2  | +5 | 4 |
| 2     | Єгипет  | 2 | 0 | 0 | 2 | 2  | 7  | −5 | 0 |

| 13 листопада 1953 | Єгипет      | 1–2 | Італія                      | Каїр, Єгипет                               |  |
|                   | Ад-Діба 33' |     | Фріньяні 62' Муччінеллі 79' | Стадіон: Аль-Ахлі Суддя: Штайнер (Австрія) |  |
|                   |             |     |                             |                                            |  |

| 24 січня 1954 | Італія                                                     | 5–1 | Єгипет         | Мілан, Італія                                          |  |
|               | Пандольфіні 1' Фріньяні 62' Боніперті 65', 86' Ріканьї 84' |     | Ель-Гамулі 32' | Стадіон: Муніцапльний стадіон Суддя: Горн (Нідерланди) |  |
|               |                                                            |     |                |                                                        |  |

### Група 10
| Місце | Команда   | І | В | Н | П | Г+ | Г- | РГ | О |
| ----- | --------- | - | - | - | - | -- | -- | -- | - |
| 1     | Югославія | 4 | 4 | 0 | 0 | 4  | 0  | +4 | 8 |
| 2     | Греція    | 4 | 2 | 0 | 2 | 3  | 2  | +1 | 4 |
| 3     | Ізраїль   | 4 | 0 | 0 | 4 | 0  | 5  | −5 | 0 |

| 9 травня 1953 | Югославія   | 1–0      | Греція | Белград, Югославія       |  |
|               | Матошич 71' | Протокол |        | Суддя: Штайнер (Австрія) |  |
|               |             |          |        |                          |  |

| 1 листопада 1953 | Греція     | 1–0      | Ізраїль | Афіни, Греція          |  |
|                  | Бембіс 52' | Протокол |         | Суддя: Массаї (Італія) |  |
|                  |            |          |         |                        |  |

| 8 листопада 1953 | Югославія      | 1–0      | Ізраїль | Скоп'є, Югославія       |  |
|                  | Милутинович 3' | Протокол |         | Суддя: Алстен (Бельгія) |  |
|                  |                |          |         |                         |  |

| 8 березня 1954 | Ізраїль | 0–2      | Греція                     | Тель-Авів, Ізраїль           |  |
|                |         | Протокол | Коккінакіс 61' Камарас 83' | Суддя: Бухмюллер (Швейцарія) |  |
|                |         |          |                            |                              |  |

| 21 березня 1954 | Ізраїль | 0–1      | Югославія  | Тель-Авів, Ізраїль  |  |
|                 |         | Протокол | Зебець 80' | Суддя: Ліф (Англія) |  |
|                 |         |          |            |                     |  |

| 28 березня 1954 | Греція | 0–1      | Югославія       | Афіни, Греція            |  |
|                 |        | Протокол | Веселинович 50' | Суддя: Руфлі (Швейцарія) |  |
|                 |        |          |                 |                          |  |

### Група 11
| Місце | Команда  | І       | В       | Н       | П       | Г+      | Г-      | РГ      | О       |
| ----- | -------- | ------- | ------- | ------- | ------- | ------- | ------- | ------- | ------- |
| 1     | Бразилія | 4       | 4       | 0       | 0       | 8       | 1       | +7      | 8       |
| 2     | Парагвай | 4       | 2       | 0       | 2       | 8       | 6       | +2      | 4       |
| 3     | Чилі     | 4       | 0       | 0       | 4       | 1       | 10      | −9      | 0       |
| —     | Перу     | знялася | знялася | знялася | знялася | знялася | знялася | знялася | знялася |

| 14 лютого 1954 | Парагвай                                           | 4–0 | Чилі | Асунсьйон, Парагвай      |  |
|                | Луго 30' Х. Пароді 52' Ермосілья 70' С. Пароді 79' |     |      | Суддя: Штайнер (Австрія) |  |
|                |                                                    |     |      |                          |  |

| 21 лютого 1954 | Чилі        | 1–3 | Парагвай                    | Сантьяго, Чилі              |  |
|                | Робледо 16' |     | Луго 17', 63' Х. Пароді 84' | Суддя: Вінчентіні (Франція) |  |
|                |             |     |                             |                             |  |

| 28 лютого 1954 | Чилі | 0–2 | Бразилія          | Сантьяго, Чилі              |  |
|                |      |     | Балтазар 38', 63' | Суддя: Вінчентіні (Франція) |  |
|                |      |     |                   |                             |  |

| 7 березня 1954 | Парагвай | 0–1 | Бразилія     | Асунсьйон, Парагвай      |  |
|                |          |     | Балтазар 52' | Суддя: Штайнер (Австрія) |  |
|                |          |     |              |                          |  |

| 14 березня 1954 | Бразилія     | 1–0 | Чилі | Ріо-де-Жанейро, Бразилія |  |
|                 | Балтазар 35' |     |      | Суддя: Штайнер (Австрія) |  |
|                 |              |     |      |                          |  |

| 21 березня 1954 | Бразилія                                        | 4–1 | Парагвай     | Ріо-де-Жанейро, Бразилія    |  |
|                 | Ботельйо 60', 85' Балтазар 62' Мауро Рафаел 90' |     | Мартінес 75' | Суддя: Вінчентіні (Франція) |  |
|                 |                                                 |     |              |                             |  |

### Група 12
| Місце | Команда | І | В | Н | П | Г+ | Г- | РГ  | О |
| ----- | ------- | - | - | - | - | -- | -- | --- | - |
| 1     | Мексика | 4 | 4 | 0 | 0 | 19 | 1  | +18 | 8 |
| 2     | США     | 4 | 2 | 0 | 2 | 7  | 9  | −2  | 4 |
| 3     | Гаїті   | 4 | 0 | 0 | 4 | 2  | 18 | −16 | 0 |

| 19 липня 1953 | Мексика                                                            | 8–0 | Гаїті | Мехіко, Мексика          |  |
|               | Балькасар 23', 26', 76' Гомес 27' Тельєс 34' Арнауда 38', 69', 85' |     |       | Суддя: Кроуфорд (Англія) |  |
|               |                                                                    |     |       |                          |  |

| 27 грудня 1953 | Гаїті | 0–4 | Мексика                                   | Порт-о-Пренс, Гаїті                                    |  |
|                |       |     | Авалос 6' Ламадрід 15', 59' Балькасар 65' | Суддя: Ван Росберг ([Нідерландські Антильські острови) |  |
|                |       |     |                                           |                                                        |  |

| 10 січня 1954 | Мексика                                               | 4–0 | США | Мехіко, Мексика            |  |
|               | Балькасар 5' Шеппел 16' (аг) Ламадрід 47' Наранхо 63' |     |     | Суддя: Сандерленд (Англія) |  |
|               |                                                       |     |     |                            |  |

| 14 січня 1954 | Мексика                         | 3–1 | США     | Мехіко, Мексика   |  |
|               | А. Торрес 60', 89' Ламадрід 82' |     | Лубі 6' | Суддя: Бест (США) |  |
|               |                                 |     |         |                   |  |

| 3 березня 1954 | Гаїті                | 2–3 | США                            | Порт-о-Пренс, Гаїті                                    |  |
|                | Еллі 60' (пен.), 89' |     | Кейсі 20' Чакурян 42' Лубі 83' | Суддя: Ван Росберг ([Нідерландські Антильські острови) |  |
|                |                      |     |                                |                                                        |  |

| 4 березня 1954 | Гаїті | 0–3 | США                       | Порт-о-Пренс, Гаїті                                    |  |
|                |       |     | Лубі 22', 65' Мендоса 31' | Суддя: Ван Росберг ([Нідерландські Антильські острови) |  |
|                |       |     |                           |                                                        |  |

### Група 13
| Місце | Команда          | І       | В       | Н       | П       | Г+      | Г-      | РГ      | О       |
| ----- | ---------------- | ------- | ------- | ------- | ------- | ------- | ------- | ------- | ------- |
| 1     | Південна Корея   | 2       | 1       | 1       | 0       | 7       | 3       | +4      | 3       |
| 2     | Японія           | 2       | 0       | 1       | 1       | 3       | 7       | −4      | 1       |
| —     | Республіка Китай | знялася | знялася | знялася | знялася | знялася | знялася | знялася | знялася |

| 7 березня 1954 | Японія       | 1–5 | Південна Корея                                                         | Токіо, Японія                                 |  |
|                | Наганума 16' |     | Чон Нам Сик 22' Чхве Кван Сик 34' Сон Нак Ун 65' Чхве Джон Мін 82' 85' | Стадіон: Мейдзі Дзінгу Суддя: Гаран (Гонконг) |  |
|                |              |     |                                                                        |                                               |  |

| 14 березня 1954 | Південна Корея                    | 2–2 | Японія           | Токіо, Японія                                 |  |
|                 | Чон Нам Сик 20' Чхве Кван Сик 43' |     | Іватані 17', 61' | Стадіон: Мейдзі Дзінгу Суддя: Гаран (Гонконг) |  |
|                 |                                   |     |                  |                                               |  |

## Учасники
| Команда        | Кількість участей | Кількість участей поспіль | Остання участь |
| -------------- | ----------------- | ------------------------- | -------------- |
| Австрія        | 3                 | 1                         | 1938           |
| Бельгія        | 4                 | 1                         | 1938           |
| Бразилія       | 5                 | 5                         | 1950           |
| Чехословаччина | 3                 | 1                         | 1938           |
| Англія         | 2                 | 2                         | 1950           |
| Франція        | 4                 | 1                         | 1938           |
| Угорщина       | 3                 | 1                         | 1938           |
| Італія         | 4                 | 4                         | 1950           |
| Південна Корея | 1                 | 1                         | —              |
| Мексика        | 3                 | 2                         | 1950           |
| Шотландія      | 1                 | 1                         | —              |
| Швейцарія (г)  | 4                 | 4                         | 1950           |
| Туреччина      | 1                 | 1                         | —              |
| Уругвай (ч)    | 3                 | 2                         | 1950           |
| ФРН            | 1                 | 1                         | —              |
| Югославія      | 3                 | 2                         | 1950           |

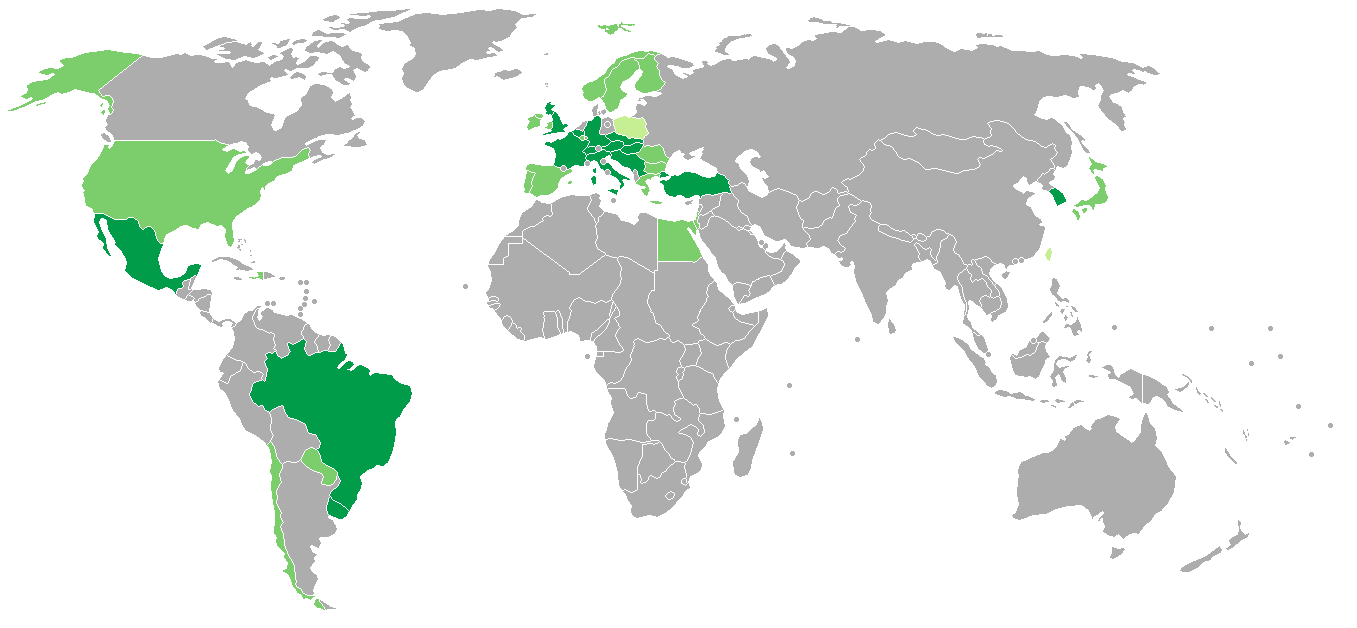
Учасники кваліфікаційного раунду чемпіонату світу 1954

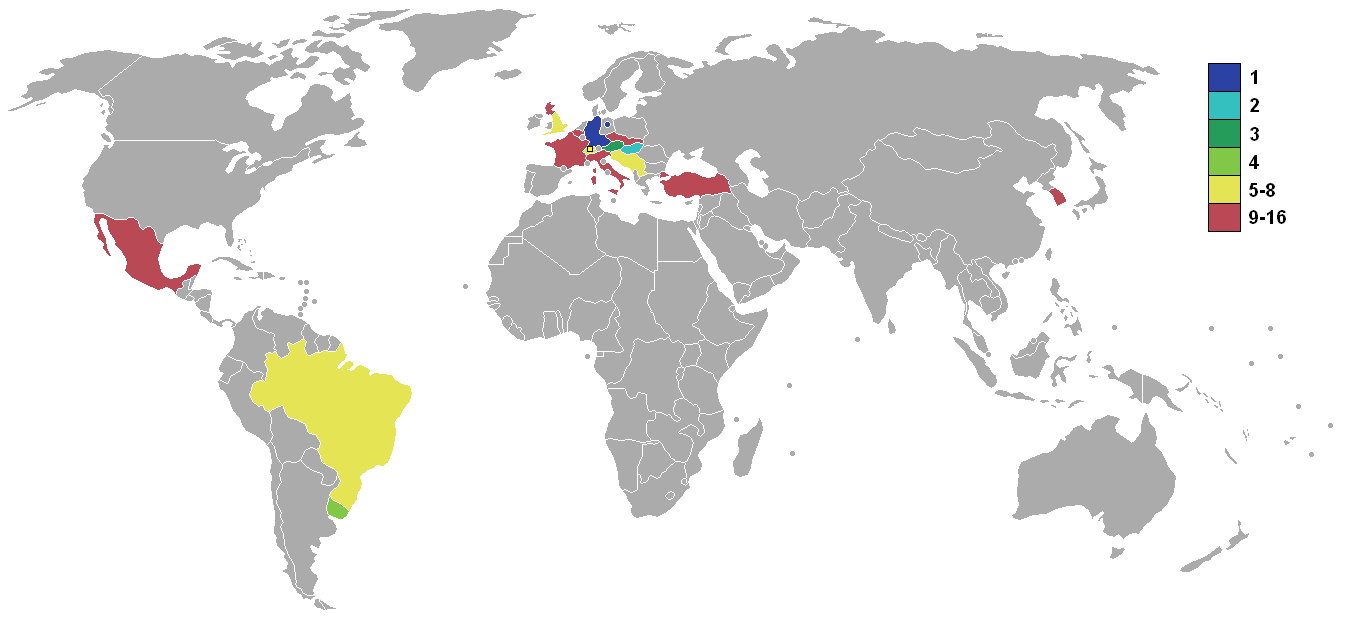
Учасники фінального турніру чемпіонату світу 1954 із зазначенням досягнутого прогресу

- (г) – кваліфікувалася автоматично як господар фінального турніру
- (ч) – кваліфікувалася автоматично як діючий чемпіон

## Бомбардири
6 голів
| - Макс Морлок |

5 голів
| - Еріх Пробст | - Балтазар | - Томас Балькасар |

4 голи
| - Анрі Коппенс - Хосе Ламадрід | - Нільс-Оке Санделль | - Білл Лубі |

3 голи
| - Франтішек Влк - Нет Лофтгаус - Калеві Лехтовірта | - Жуст Фонтен - Педро Арнауда - Мануель Луго | - Джон Чарлз |

2 голи
| - Леопольд Ануль - Матьє Боллан - Жуліо Ботельйо - Гарольд Гассолл - Денніс Вілшо - Олаві Лахтінен - Жан Дегранж - П'єр Фламьйон - Леон Гловацький - Роже П'янтоні | - Жозеф Уйлакі - Жан Венсан - Жерар Еллі - Артур Фіцсаймонс - Редж Раян - Джамп'єро Боніперті - Амлето Фріньяні - Іватані Тосіо - Альфредо Торрес - Пітер Макпарленд | - Хосе Пароді - Йожеф Печовський - Аллан Браун - Чарлі Флемінг - Чхве Джон Мін - Чхве Кван Сик - Чон Нам Сик - Бурхан Саргун - Айвор Оллчерч - Фріц Вальтер |

1 гол
| - Роберт Дінст - Ернст Гаппель - Ернст Оцвірк - Теодор Вагнер - Віктор Лемберехтс - Віктор Мес - Жан-Луї Стратманс - Мауро Рафаел - Стефан Божков - Іван Колєв - Добромир Ташков - Тед Робледо - Еміл Пажицький - Франтішек Шафранек - Ад-Діба - Алаа Ель-Гамулі - Ронні Аллен - Айвор Бродіс - Джиммі Маллен - Джонні Ніколлс - Нільс Рікберг - Йорма Вайгела - Раймон Чиччі - Жак Фуа - Едуар Каргу - Раймон Копа - Арман Пенверн - Танасіс Бембіс - Йоргос Камарас - Дімітріс Коккінакіс | - Джордж Каммінс - Томмі Еглінгтон - Френк О'Феррелл - Дейві Волш - Ермес Муччінеллі - Еджисто Пандольфіні - Едуардо Ріканьї - Наганума Кен - Антуан Кон - Рафаель Авалос - Грегоріо Гомес Альварес - Хосе Наранхо - Ніколас Тельєс - Норман Локгарт - Едді Макморран - Кнут Дален - Гаральд Геннум - Ганс Нордаль - Гуннар Торесен - Іренео Ермосілья - Еулохіо Мартінес - Сільвіо Пароді - Жозе Агуаш - Валеріу Коліною - Александру Ене - Гаврил Серфезе - Герберт Бінкерт - Герберт Мартін - Вернер Отто - Герхард Зідль | - Джекі Гендерсон - Боббі Джонстоун - Віллі Ормонд - Лоурі Райлі - Сон Нак Ун - Рафаель Альсуа - Хосе Артече - Адріан Ескудеро - Августин Гаїнса - Мігель Гонсалес - Венансіо Перес Гарсія - Бенгт Берндтссон - Ганс Перссон - Йоста Сандберг - Герберт Сандін - Арне Сельмоссон - Реджеп Аданір - Суат Мамат - Корнеліус Кейсі - Ефраїн Чакурян - Рубен Мендоса - Гельмут Ран - Горст Шаде - Ганс Шефер - Оттмар Вальтер - Фране Матошич - Милош Милутинович - Тодор Веселинович - Бранко Зебець |

1 автогол
| - Вільям Шеппел (у грі проти Мексики) |